# John Byrom
John Byrom (ur. 29 lutego 1692 w Manchesterze, zm. 26 września 1763 tamże) – oświeceniowy poeta angielski. Pod koniec życia był zamożnym właścicielem ziemskim. Przeszedł do historii jako wynalazca jednej z metod stenografii.
Studiował w Trinity College na Uniwersytecie Cambridge.
Najbardziej znanym utworem Byroma jest hymn anglikański Christians, awake, salute the happy morn.
Christians, awake, salute the happy morn
Whereon the Saviour of the world was born
Rise to adore the mystery of love
Which hosts of angels chanted from above
With them the joyful tidings first begun
Of God incarnate and the Virgin's Son.
Poeta pisał też epigramaty.